# Tetilla repens
Tetilla repens är en svampdjursart som först beskrevs av Sarà 1958.  Tetilla repens ingår i släktet Tetilla och familjen Tetillidae. Inga underarter finns listade i Catalogue of Life.